# Daubert-Standard
Der Daubert-Standard ist ein von Teilen der US-amerikanischen Rechtsprechung seit 1993 angewandter Kriterienkatalog, der herangezogen wird, um zu prüfen, ob eine Methode, eine Theorie o. Ä. wissenschaftlichen Grundprinzipien genügt.
Die vier Daubert-Kriterien sind:
1. Empirische Überprüfbarkeit: Lässt sich die verwendete Methode bzw. die Theorie verifizieren oder falsifizieren?
2. Wurde die Methode in einer Fachzeitschrift veröffentlicht und dabei einer Peer-Review unterzogen?
3. Gibt es eine Aussage über die Unsicherheit der Methode und wird diese Aussage bei der Bewertung der Ergebnisse berücksichtigt?
4. Ist die Methode in einer maßgeblichen wissenschaftlichen Gemeinschaft allgemein anerkannt?

Der ältere Frye-Standard, durch den der Einsatz eines Lügendetektors im Strafverfahren für unzulässig erklärt worden war, umfasste nur das letzte Kriterium, nämlich ob die Methode im betreffenden Fachgebiet anerkannt sei. Anders als bei Frye stellt die allgemeine Akzeptanz nur noch eine notwendige, aber keine hinreichende Bedingung dar.
Der Daubert-Standard geht maßgeblich auf eine Entscheidung des Obersten Gerichtshofs der Vereinigten Staaten aus dem Jahr 1993 zurück. In Daubert v. Merrell Dow Pharmaceuticals, 509 U.S. 579 (1993), wurde die Frage geklärt, unter welchen Voraussetzungen eine wissenschaftliche Methode vor Gericht als Beweismittel zugelassen werden soll. Im konkreten Fall ging es darum, dass zwei Kinder gegen den Pharmahersteller Dow Chemicals klagten, weil sie Missbildungen bei ihrer Geburt auf ein unter dem Handelsnamen Bendectin vermarktetes Medikament (Pyridoxin/Doxylamin) zurückführten, das ihre Mütter während der Schwangerschaft gegen Übelkeit eingenommen hatten. Gestützt wurde ihre Klage auf Tierversuchsstudien, chemische Strukturanalysen und eine unveröffentlichte Sekundäranalyse auf der Basis vorher veröffentlichter epidemiologischer Studien. Diese Beweismittel wurden aufgrund des Daubert-Standards von den Richtern abgelehnt.
Ein prominentes Beispiel für die Anwendung dieses Prüfkatalogs im Hinblick auf die Verlässlichkeit von Sachverständigenaussagen ist die rechtliche Bewertung des sogenannten Intelligent Design, also der von den Neo-Kreationisten vertretenen Hypothese eines schöpferischen Vorgangs als Ursprung des Lebens auf der Erde.

## Daubert-Standard in anderen Ländern
Die kanadische Rechtsprechung orientiert sich hinsichtlich der Zulässigkeit von Sachverständigenaussagen verstärkt am amerikanischen Modell. In R. v. J., einem Urteil des Obersten Gerichtshofs von Kanada aus dem Jahr 2000, bezog sich der Richter explizit auf den amerikanischen Daubert-Standard: Der dramatische Anstieg der Häufigkeit, mit der Sachverständige einberufen werden, habe zu Diskussionen darüber geführt, wie man ihre Teilnahme angemessen kontrollieren und Junk Science ausschließen könne, so der Richter. Der amerikanische Kriterienkatalog unterscheide sich zwar vom kanadischen Verfahren, es sei jedoch angemessen, sich auf die Daubert-Kriterien zu stützen, um die Zuverlässigkeit neuer wissenschaftlicher Theorien einzuschätzen.
Das Science and Technology Committee des House of Commons empfahl in einem Bericht aus dem Jahr 2005, einen forensischen Beirat einzurichten, um die Zulassung der vor Gericht verwendeten Beweismittel besser regulieren zu können. Ferner hieß es in dem Bericht, dass das Fehlen einer vereinbarten Vorgehensweise für die Validierung wissenschaftlicher Techniken, bevor diese bei Gericht zugelassen werden, unbefriedigend sei. Die Richter seien nicht gut genug qualifiziert, um wissenschaftliche Gültigkeit alleine zu bestimmen. Eine der ersten Aufgaben des forensischen Beirats müsse die Entwicklung eines „gate-keeping“-Tests für Sachverständigengutachten sein. Dieser Test sollte in Zusammenarbeit mit Richtern, Wissenschaftlern und anderen wichtigen Akteuren in der Strafjustiz entwickelt werden und sollte auf dem amerikanischen Daubert-Test aufbauen.